# (12094) Mazumder
(12094) Mazumder (1998 HX99) – planetoida z pasa głównego asteroid okrążająca Słońce w ciągu 3,35 lat w średniej odległości 2,24 j.a. Odkryta 21 kwietnia 1998 roku.